# On ví, že jsi sama
On ví, že jsi sama (v anglickém originále He Knows You're Alone) je americký hororový film z roku 1980. Režisérem filmu je Armand Mastroianni. Hlavní role ve filmu ztvárnili Don Scardino, Caitlin O’Heaney, Elizabeth Kemp, Tom Rolfing a Lewis Arlt.

## Děj
Po sňatku s policejním detektivem Lenem Gamblem je mladá nevěsta zavražděna mužem, kterého kdysi odmítla. O několik let později se na Long Islandu objevuje sériový vrah Ray Carlton, který si za své oběti vybírá nevěsty a lidi v jejich okolí.
Příběh se soustředí na Amy Jensen, vysokoškolskou studentku, která se připravuje na svatbu se svým snoubencem Philem. Zatímco Phil odjíždí na rozlučku se svobodou, Amy začíná pochybovat o svém rozhodnutí vdát se. Situaci komplikuje návrat jejího bývalého přítele Marvina, který pracuje v místní márnici a snaží se obnovit jejich vztah. Amy si brzy všimne, že ji někdo sleduje. Po návštěvě baletní hodiny s kamarádkami Nancy a Joyce se vydá na zkoušku svatebních šatů. Netuší, že švadlena je krátce po její návštěvě zavražděna Rayem. Téhož večera Nancy a Joyce uspořádají Amy malou rozlučku se svobodou. Joyce později odchází za svým milencem, univerzitním profesorem Carlem, ale oba jsou brutálně zavražděni.
Následující den se Amy, Nancy a Diane, mladší sestra Amy, vydají do zábavního parku, kde se setkají se studentem Elliotem. Amy se svěří Nancy se svými obavami ohledně muže, který ji sleduje. Když se Amy vrátí domů, najde Nancy mrtvou – Ray jí podřízl hrdlo. Amy v panice prchá a Ray ji pronásleduje.
Detektiv Len Gamble, který vyšetřuje sérii vražd, si uvědomí, že jde o stejného vraha, který před lety zabil jeho snoubenku. Snaží se Amy ochránit, ale Ray ho v konfrontaci zabije.
Amy se podaří uniknout do márnice, kde pracuje Marvin. S jeho pomocí se jí nakonec podaří Raye přelstít a uvěznit ho v úložném prostoru. Přijíždí policie a Amy je tak zachráněna. O několik měsíců později se Amy chystá vdát za Marvina, když zjevně zrušila své zasnoubení s Philem. Když se připravuje ve svatebních šatech, někdo vstoupí do místnosti. Amy překvapeně zvolá: "Phile, co tady děláš?" a začne křičet hrůzou, čímž film končí v napínavém cliffhangeru.

## Obsazení
| Don Scardino     | Marvin       |
| Caitlin O’Heaney | Amy Jensen   |
| Elizabeth Kemp   | Nancy        |
| Tom Rolfing      | Ray Carlton  |
| Lewis Arlt       | Len Gamble   |
| Patsy Pease      | Joyce        |
| James Rebhorn    | Carl Mason   |
| Dana Barron      | Diane Jensen |
| Tom Hanks        | Elliot       |